# 梅利尼亞
51°20′57″N 33°5′39″E / 51.34917°N 33.09417°E
梅利尼亞（烏克蘭語：Мельня）是位於烏克蘭東北部的村莊，由蘇梅州科諾托普區的波皮夫卡市鎮負責管轄。該村處於謝伊姆河右岸，距離奧扎里奇5公里，海拔高度123米，2001年人口468。